# Al-Ikhlàs

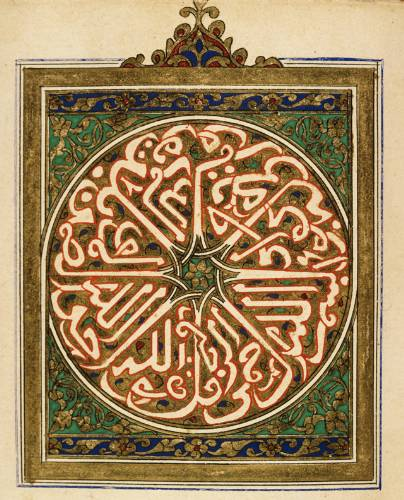
La sura Al-Ikhlas a un exemplar cal·ligràfic del segle XVIII

Al-Ikhlàs (àrab: الإخلاص, al-Iẖlāṣ, ‘l'Adhesió’, ‘el Lliurament’, ‘la Sinceritat’, ‘la Lleialtat’, ‘la Puresa’) o L'oració perfecta, igualment coneguda com a At-Tawhid (àrab: التوحيد, at-Tawḥīd, ‘el Monoteisme’), és la sura 112 de l'Alcorà. Tracta de la doctrina de la unitat i unicitat de Déu (tawhid), fonament de l'islam, i consta de quatre versicles (aleies). Juntament amb la primera sura, Al-Fàtiha (L'obertura) i amb les dues darreres sures, 113 Al-Fàlaq i 114 An-Nas, conegudes com Al-Muawwidhatayn, constitueix una de les més populars de la fe islàmica i sovint forma part de l'oració dels creients.

## Text
Text àrab
| «                | بِسْمِ ٱللَّهِ ٱلرَّحْمَـٰنِ ٱلرَّحِيمِ قُلْ هُوَ اللَّهُ أَحَدٌ ١ اللَّهُ الصَّمَدُ ٢ لَمْ يَلِدْ وَلَمْ يُولَدْ ٣ وَلَمْ يَكُن لَّهُ كُفُوًا أَحَدٌ ٤ | » |
| — Alcorà 113:1–4 |                                                                                               |   |

Traduccions
| «                 | ¹ Digues [profeta]: Hi ha Déu, és U ² Déu de plenitud ³ Que no engendrà ni fou engendrat ⁴ Que no n'hi ha cap d'igual. | » |
| — Alcorà 112:1–4, | |   |

| «                                              | En el nom de Déu Únic, Al·là, el Compassiu per excel·lència, el molt Misericordiós! Digues [profeta]: «Ell és Al·là, Déu, l'Únic!¹ Ell és Al·là, Fonamental, Ell és Etern!² Ell no ha engendrat, no és engendrar!³ No hi ha ningú que se li assembli! Ell no té parió, Ell no té igual!».⁴ | » |
| — Alcorà 112:1–4 (traduït per Míkel de Epalza) | |   |